# São Braz do Piauí
São Braz do Piauí är en kommun i Brasilien.   Den ligger i delstaten Piauí, i den östra delen av landet, 900 km nordost om huvudstaden Brasília. Antalet invånare är 4 313. Arean är 604 kvadratkilometer.
Terrängen i São Braz do Piauí är varierad.
I omgivningarna runt São Braz do Piauí växer huvudsakligen savannskog. Runt São Braz do Piauí är det mycket glesbefolkat, med 7 invånare per kvadratkilometer.